# Wolf (filme)
Wolf (br Lobo) é um filme americano de 1994 do gênero horror, dirigido por Mike Nichols. Venceu o Saturn Award como melhor roteiro.

## Sinopse
O editor de revista Will Randall (Jack Nicholson) foi despedido de seu emprego, ficando com o cargo o seu jovem protegido Stewart Swinton (James Spader), que lhe traiu. Além de atingir Randall no trabalho, Swinton também havia tido um caso com a esposa dele. O filme começa com Will dirigindo seu carro à noite, quando acaba se envolvendo em um estranho incidente, atropelando um lobo enorme. Ao tentar retirar o animal da estrada, Will é mordido pela fera. Ele não sabe a razão, mas depois disso ele começa a se sentir rejuvenescido, revitalizado e mais agressivo. Resolve então lutar para ter seu emprego de volta e quando consegue, se desforra de  Swinton, despedindo-o. Mas suas mudanças não param por aí, e Randall percebe, para seu horror que está se transformando num lobo. Ele acaba se envolvendo com a filha de seu patrão, a bonita Laura (Michelle Pfeiffer), que descobre o que se passa com ele e tenta ajudá-lo. Ao mesmo tempo, Swinton busca vingança e não deixará o casal em paz.

## Elenco
- Jack Nicholson...Will Randall
- Michelle Pfeiffer...Laura
- James Spader...Stewart Swinton
- Christopher Plummer...Raymond Alden
- Kate Nelligan...Charlotte Skylar Randall
- Richard Jenkins...Detetive Bridger
- Eileen Atkins...Mary
- David Hyde Pierce...Roy MacAllister
- Om Puri...Dr. Vijay Alezais
- Ron Rifkin...Ralph
- Prunella Scales...Maude Waggins
- Brian Markinson...Detetive Wade
- Peter Gerety...George
- Bradford English... Keyes
- Stewart J. Zully...Gary
- Thomas F. Duffy...Tom
- David Schwimmer...Policial
- Allison Janney...Convidada da festa
- Lia Chang...Mesário

## Recepção da crítica
Wolf teve recepção geralmente favorável por parte da crítica especializada. No Rotten Tomatoes, atinge tomatometer de 61% em base de 49 avaliações. Tem 42% de aprovação por parte da audiência, usada para calcular a aprovação do público a partir de votos dos usuários do site.